# Давыдов, Вячеслав Викторович (1941)
Вячесла́в Ви́кторович Давы́дов (1941 — Москва) — советский футболист, полузащитник.

## Карьера
Карьеру начал в «Звезде» (Серпухов), в 1963—1964 годах играл в классе «Б». В 1965—1967 в первой группе класса «А» в составе московского «Локомотива» сыграл 53 матча, забил два мяча. В 1968—1969 годах выступал за «Шинник» из Ярославля во второй группе класса «А», в 1970—1972 — за «Локомотив» (Калуга) во второй лиге, где его профессиональная карьера и завершилась.